# نابوليون شاربونو
نابوليون شاربونو هو محامي وقاضي وسياسي كندي، ولد في 12 فبراير 1853 في مونتريال في كندا، وتوفي في 31 أغسطس 1916. نشط حزبياً في الحزب الليبرالي الكندي. وقد انتخب عضو مجلس العموم الكندي.